# Bataillon autonome de Basse-Guinée
Le bataillon autonome de Basse-Guinée (BABG) est une unité militaire des troupes coloniales françaises, chargée de la défense de la Guinée française en Afrique-Occidentale française.

## Différentes dénominations
- 1er janvier 1948 : création du bataillon autonome de Basse-Guinée par dédoublement du bataillon autonome de Guinée, qui forme également le bataillon autonome de Haute-Guinée[1]
- 1er décembre 1958 : renommé 4e bataillon d'infanterie de marine[2]

## Historique
Le bataillon est en garnison à Kindia et à Conakry. Il est constitué de tirailleurs « sénégalais » et est chargé du maintien de l'ordre colonial.

## Insigne
Homologué en 1956, l'insigne présente, sur l'ancre des troupes coloniales, les armes de la ville de Conakry (tranché d'azur et de gueules à une nef équipée d'or brochant sur la partition).